# Кент Ридж Парк
Кент Ридж Парк (англ. Kent Ridge Park, кит. 肯特岗公园) — общественный парк площадь. 47 гектаров в западном Сингапуре, между Национальным университетом Сингапура и Научным парком Сингапура. Ввиду ненарушенного ареала и богатого растительного мира парк стал излюбленным местом экотуристов и наблюдателей за птицами.
Во время Второй мировой войны холм в парке был местом одной из последних и жестоких битв между Королевским малайским полком и японской армией, битва на Букит Чанду (также известная как битва на Пазир Панджанг), 12 — 14 февраля 1942 года.
Парк официально открыли в 1954 году, а в 1995 году Управление национального наследия добавило парк в список 11 мемориальных мест, связанных со Второй мировой войной. Парк входит в число 300, которыми заведует сингапурское Управление национальных парков.